# Citroën C1
Citroën C1, Citroëns hittills minsta modell, presenterad hösten 2005. Bilen är 3,43 meter lång, vilket är 2 decimeter kortare än C2. Bilen tillverkas i Kolín, Tjeckien, i en fabrik tillhörande TPCA, ett dotterbolag till Toyota och PSA Peugeot Citroën som tillsammans utvecklade bilen. Toyota Aygo och Peugeot 107 är näst intill identiska med C1. Modellen finns både i 3- och 5-dörrarsversioner.